# Susana Guerra
Susana Guerra vagy művésznevén Suzy (Figueira da Foz, 1980. január 24. –) portugál énekesnő. Ő képviselte Portugáliát a 2014-es Eurovíziós Dalfesztiválon, a dán fővárosban, Koppenhágában. Az elődöntőben 39 pontot gyűjtött, így a 11. helyezést érte el, és ezért nem sikerült bejutnia a döntőbe.

## Zenei karrier

### 2014-es Eurovíziós Dalfesztivál
2014. március 15-én megnyerte a Festival da Cançãot, a portugál eurovíziós válogatóversenyt Quero ser tua című dalával, így a 2014-es Eurovíziós Dalfesztiválon, Koppenhágában ő képviselhette hazáját.
2014. május 6-án, a dalfesztivál első elődöntőjében lépett fel, ahol nem sikerült továbbjutnia a döntőbe.